# Rossmore Castle
Rossmore Castle, også kendt som Rossmore Park, var et slot, der lå i udkandten af Monaghan i County Monaghan, Irland. Det blev opført i gotisk stil i 1827 og var sæde for Baronerne af Rossmore. Slottet forfaldt i 1940'erne, hvor familien flyttede til Camla Vale og bygningen blev revet ned i 1975.